# Tour de France 1919
Vous lisez un « bon article » labellisé en 2021.
Le Tour de France 1919 est la 13e édition du Tour de France. Première édition disputée depuis la fin de la Première Guerre mondiale, l'épreuve cycliste organisée par le journal L'Auto se déroule du 29 juin au 27 juillet 1919. Disputé en quinze étapes, pour une distance totale de 5 560 km, ce Tour est alors le plus long depuis sa création et est encore le deuxième plus long après celui de 1926.
Le coureur belge Firmin Lambot, vainqueur d'une étape, remporte le classement général, devant les Français Jean Alavoine, vainqueur de cinq étapes, et Eugène Christophe. Soixante-sept coureurs prennent le départ de la course mais seuls onze d'entre eux rallient l'arrivée à Paris et finalement dix figurent au classement général d'une édition marquée par des conditions météorologiques défavorables lors des premières étapes et un parcours rendu difficile par le mauvais état des routes et le manque de matériel au sortir de la guerre. Il s'agit du plus faible total d'arrivants depuis la naissance du Tour.
Cette édition marque l'histoire de l'épreuve à plusieurs titres. En s'inscrivant dans un mouvement de « cyclisme de commémoration », qui célèbre le rattachement à la France de l'Alsace-Lorraine, le Tour fait pour la première fois étape à Strasbourg et sillonne les routes des provinces auparavant annexées à l'Allemagne. Par ailleurs, le Tour 1919 voit la création officielle du maillot jaune pour distinguer le leader du classement général. Eugène Christophe est le premier coureur à recevoir ce maillot, qui reprend les couleurs des pages du journal organisateur, au départ de la onzième étape à Grenoble. Il le perd quelques jours plus tard à la suite d'un incident mécanique.

## Contexte
« Le prochain Tour de France, le treizième du nom, va se disputer l'an prochain, en juin-juillet, avec, cela va sans dire, une étape à Strasbourg. »

— Henri Desgrange, L'Auto du 18 novembre 1918,.
Comme la plupart des principales épreuves cyclistes sur route, le Tour de France subit une interruption de quatre années en raison des combats de la Première Guerre mondiale. Dès la signature de l'armistice, les organisateurs décident de remettre sur pied leurs épreuves. Ainsi La Gazzetta dello Sport annonce la reprise du Tour d'Italie et L'Auto lui emboîte le pas en confirmant la tenue du Tour de France 1919. Directeur de la course, Henri Desgrange en fait l'annonce dans les colonnes de son journal le 2 janvier 1919, tout en précisant que la course doit se tenir du 29 juin au 27 juillet suivants,. Très vite, le calendrier cycliste de la saison se met en place avec la reprise des anciennes épreuves comme le Tour des Flandres ou Paris-Roubaix. Ce calendrier est confirmé par l'Union vélocipédique de France et publié dans L'Auto le 20 février.
En prévoyant l'organisation du Tour dès l'année 1919, L'Auto se prémunit d'une éventuelle concurrence, d'autant plus que les autres grands quotidiens de l'époque, sportifs ou non, créent de nouvelles épreuves, comme le Circuit des Champs de Bataille mis en place par Le Petit Journal de fin avril à début mai. Après quatre années de guerre, la reprise du Tour doit permettre à L'Auto de retrouver un niveau de ventes satisfaisant et d'assurer son avenir financier. Henri Desgrange compte également s'appuyer sur l'enthousiasme né de l'organisation des Jeux interalliés organisés au stade Pershing à Paris, à partir du 22 juin.
La décision de reprendre le Tour aussi tôt après la fin de la guerre n'est pas sans entraîner quelques difficultés d'organisation. Quelques mois après la fin du conflit, le matériel manque encore et reste rationné. Les industries du cycle et de l'automobile, reconverties en industries de guerre pour la fabrication d'armes, n'ont pas encore repris pleinement leurs productions d'origine. De même, l'état des routes pose question : elles sont fortement endommagées dans les régions qui ont subi les combats et mal entretenues dans le reste de la France. Enfin, certains hôtels sont toujours réquisitionnés, ce qui soulève le problème du logement des coureurs et du personnel pendant l'épreuve.
La participation des coureurs n'est d'ailleurs pas assurée : plusieurs mois après la signature de l'armistice, certains sont encore mobilisés. Retenus dans leur garnison, ils ne peuvent s'entraîner convenablement. Malgré ces difficultés, Henri Desgrange est déterminé à ce que le Tour reprenne dès cette année 1919, comme il le déclare dans son journal : « Même s'il doit se terminer avec un seul coureur devant ma porte, le Tour se fera »,. Il est finalement conforté dans son entreprise par la réussite des différentes épreuves organisées depuis début de l'année, à l'image de Paris-Roubaix, du Circuit des Champs de Bataille ou du Tour d'Italie.

## Présentation

### Parcours
« Strasbourg ! Metz ! Et ce n'est pas un rêve ! Nous allons là-bas, chez nous. Nous verrons de Belfort à Haguenau toute la ligne bleue des Vosges qu'avant la guerre nous contemplions à notre droite. Nous allons longer le Rhin. [...] Avec Strasbourg et Metz, nos ambitions sont repues ; le Tour de France est complet. »

— Henri Desgrange, L'Auto du 28 juin 1919

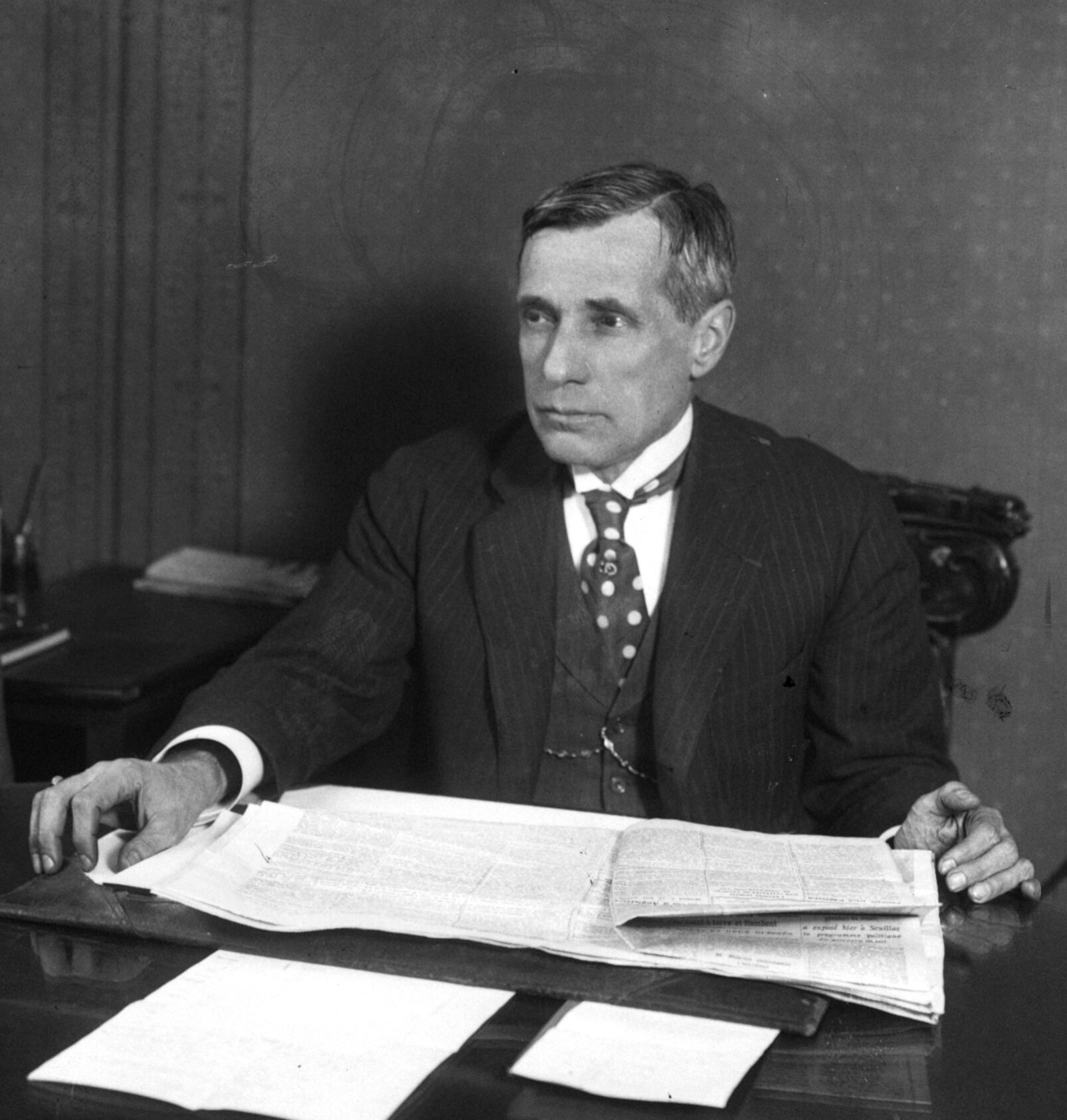
Henri Desgrange, ici en 1914, célèbre le premier passage du Tour en Alsace.

Le parcours du Tour de France 1919 comporte quinze étapes, comme en 1914. Le grand départ et l'arrivée finale sont situés à Paris, ce qui est le cas depuis 1905. L'édition 1919 est en revanche la plus longue de l'histoire de l'épreuve depuis sa création, avec une distance totale de 5 560 kilomètres,. Comme lors des Tours 1913 et 1914, le sens de rotation est inversé : les coureurs s'élancent de Paris vers l'ouest pour revenir vers la capitale par l'est. Ainsi, comme avant-guerre, la course fait étape au Havre, à Cherbourg, à Brest, puis aux Sables-d'Olonne et non plus à La Rochelle. Les Pyrénées sont traversées en faisant étape à Bayonne, Luchon et Perpignan. Le Tour passe ensuite par Marseille, Nice, Grenoble, Genève, Strasbourg, Metz et Dunkerque et s'achève à Paris, au Parc des Princes. Avec une distance de 482 kilomètres, la cinquième étape entre Les Sables-d'Olonne et Bayonne est la plus longue de cette édition, tandis que la treizième entre Strasbourg et Metz est la plus courte, avec une longueur de 315 kilomètres.

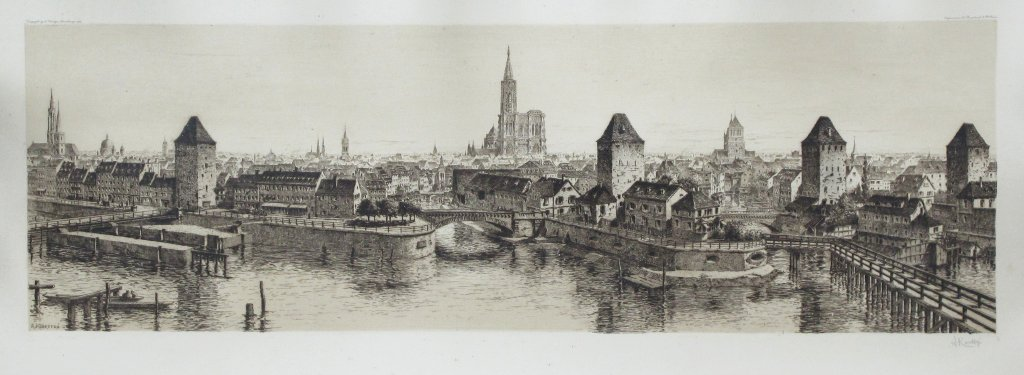
Strasbourg en 1919.

Le nouveau parcours du Tour de France prend par ailleurs une dimension politique : en faisant étape à Metz et Strasbourg, tout en sillonnant les routes de la plaine d'Alsace et de la Moselle, il célèbre ainsi le retour au sein de l'espace géographique français des provinces perdues en 1870. Le Tour finit d'épouser les frontières nationales pour former le « chemin de ronde » voulu par Henri Desgrange et commencé avant-guerre,.

### Règlement
Comme depuis le Tour de France 1913, le classement général est établi par l'addition des temps des coureurs à chaque étape. Durant l'épreuve, les coureurs ne doivent utiliser qu'un seul vélo, poinçonné lors des opérations de contrôle, et ne peuvent bénéficier de l'aide d'aucun soigneur ni d'aucun suiveur de leur équipe sous peine d'être mis hors course. De même, l'assistance mécanique ou le ravitaillement entre les coureurs sont interdits. Chaque étape est suivie d'une journée de repos lors de laquelle les coureurs peuvent recevoir des soins, à condition que les soigneurs aient été agréés par L'Auto avant le départ de la course.
Le Tour de France est richement doté avec un total de prix de 30 500 francs. Le vainqueur du Tour reçoit la somme de 5 000 francs, le deuxième obtient 2 000 francs et le troisième reçoit 1 000 francs. Ces prix sont dégressifs et versés jusqu'au vingt-cinquième rang du classement général final. Des prix sont également accordés à chaque étape aux huit premiers coureurs classés, de la manière suivante : 350 francs au vainqueur, puis 200, 125, 100, 75, 50, 25 et 25. Il est à noter que ces prix sont doublés à partir de la neuvième étape. Des prix particuliers sont accordés aux coureurs de la catégorie B, aussi bien aux étapes qu'au classement général : ainsi le meilleur coureur de cette catégorie reçoit 100 francs à l'arrivée des étapes, et 1 200 francs à Paris. Des prix spéciaux sont également accordés par des entreprises ou des particuliers lors de certaines étapes.

### Coureurs engagés

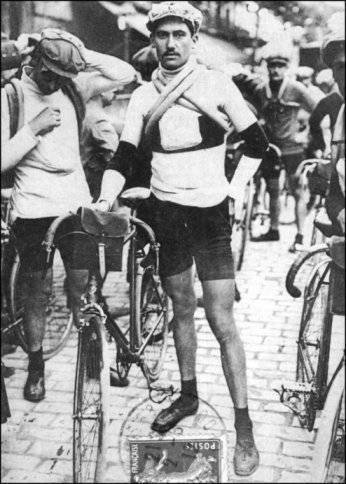
Vainqueur de Paris-Roubaix et Bordeaux-Paris, Henri Pélissier figure parmi les favoris du Tour.

Comme de nombreux cyclistes mobilisés, trois anciens vainqueurs du Tour sont morts pendant la Première Guerre mondiale. François Faber, engagé dans la légion étrangère, est tué à Carency en 1915. Octave Lapize tombe quant à lui lors d'un combat aérien en juillet 1917 et Lucien Petit-Breton meurt au front dans un accident d'automobile.
Dans les mois qui précèdent le Tour de France, 129 coureurs s'inscrivent, mais ils ne sont finalement que 67 à prendre le départ de l'épreuve. Ce nombre est bien inférieur aux 145 participants de l'édition 1914, la dernière avant le déclenchement de la guerre. Certains coureurs expliquent leur défection par le manque d'entraînement dû à une mobilisation qui s'étale longuement après la fin de l'armistice, quand d'autres évoquent la fatigue liée à la participation à de nombreuses épreuves depuis le début de la saison cycliste. L'Italien Costante Girardengo, grand vainqueur du Tour d'Italie, renonce à courir la Grande boucle, ce qui déçoit fortement le directeur de l'épreuve Henri Desgrange. D'autres coureurs qui ont brillé dans les mois qui précèdent manquent à l'appel, comme les Belges Charles Deruyter, vainqueur du Circuit des Champs de Bataille, et Henri Van Lerberghe, vainqueur du Tour des Flandres, ou encore le Suisse Oscar Egg, vainqueur d'étapes sur le Tour d'Italie et le Circuit des Champs de bataille.

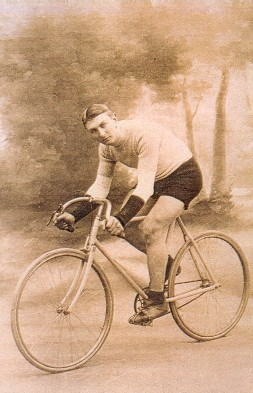
Jean Alavoine est l'un des coureurs les plus expérimentés au départ.

Les 67 coureurs engagés sur le Tour de France sont répartis en deux catégories : 43 d'entre eux sont regroupés en équipes au sein de la catégorie A et 24 disputent l'épreuve de manière isolée au sein de la catégorie B. Les Français sont les plus nombreux parmi les engagés, avec 36 représentants, dont les frères Henri et Francis Pélissier, le premier affichant une excellente condition depuis le début de la saison 1919 en ayant remporté les classiques Paris-Roubaix et Bordeaux-Paris. Deuxième du Tour de France 1912, le « Vieux Gaulois » Eugène Christophe représente également une belle chance de succès, de même que Jean Alavoine, déjà monté à deux reprises sur le podium du Tour et vainqueur de six étapes avant la guerre, ou encore l'expérimenté Paul Duboc, deuxième en 1911 et vainqueur de cinq étapes au cours de ses différentes participations.
Le cyclisme belge présente lui aussi un contingent important avec 28 coureurs engagés, dont deux anciens lauréats du Tour : Odile Defraye, vainqueur en 1912 et Philippe Thys, vainqueur en 1913 et 1914. Marcel Buysse, qui a remporté six étapes en 1913, est lui aussi présent aux côtés de son frère Lucien, de même que Louis Mottiat, Jean Rossius, Firmin Lambot et Louis Heusghem, tous d'anciens vainqueurs d'étapes. Avant le départ de l'épreuve, L'Auto met aussi en avant les vainqueurs des différentes classiques de la saison, comme Hector Tiberghien, qui s'impose sur Paris-Tours, ou Alexis Michiels, qui remporte Paris-Bruxelles. Deux coureurs italiens, Luigi Lucotti et Pietro Fasoli, ainsi que le cycliste espagnol José Orduna, complètent le peloton.
Dans les colonnes de L'Auto, à la veille du départ, Henri Desgrange fait d'Émile Masson, vainqueur du Tour de Belgique, le favori de l'épreuve.

### Équipes participantes
En difficultés financières pour parrainer une équipe au sortir de la guerre, la plupart des fabricants de cycles décident de s'unir pour faire face au manque de matériel. Ils sont ainsi regroupés au sein du consortium La Sportive, dirigé par Alphonse Baugé, qui équipe plus de la moitié du peloton. Les principaux favoris de l'épreuve portent donc le maillot gris du consortium, à l'image de Philippe Thys, Eugène Christophe ou encore Henri Pélissier. Deux autres marques engagent néanmoins des coureurs sur cette édition 1919 : la firme J.B. Louvet est représentée par sept coureurs belges et français, comme Constant Ménager ou Urbain Anseeuw, tandis que la marque italienne Bianchi engage trois coureurs : Luigi Lucotti et les frères Marcel et Lucien Buysse,.

## Déroulement de la course

### De la Normandie à la Bretagne: la domination des Pélissier (de la1reà la3eétape)

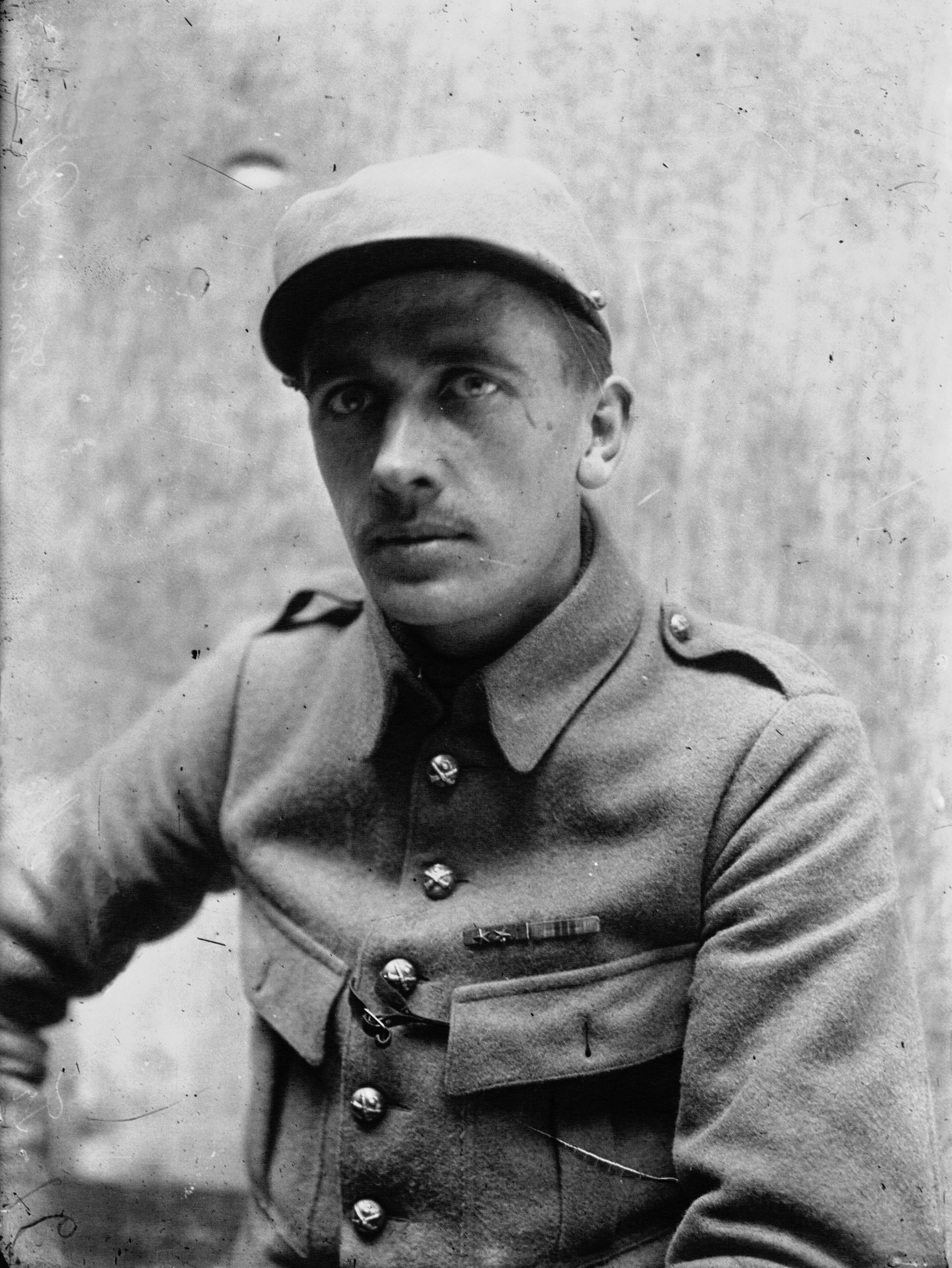
Francis Pélissier, vainqueur de la 3e étape.

Le treizième Tour de France s'élance le 29 juin 1919, au lendemain de la signature du traité de Versailles, depuis le pont d'Argenteuil, après un défilé depuis la place de la Concorde à Paris. L'état des routes d'après-guerre, qu'Henri Desgrange juge « abominables », et les conditions météorologiques exécrables de la première étape qui conduit les coureurs au Havre provoquent de nombreux abandons. Vingt-six coureurs quittent l'épreuve dès ce premier jour de course, dont plusieurs favoris : c'est le cas du double vainqueur de l'épreuve, Philippe Thys, malade,, ou de Hector Heusghem, qui rejoint Le Havre hors délai, en fin de nuit, après avoir été victime de plusieurs incidents techniques. Au Havre, c'est le Belge Jean Rossius qui franchit la ligne d'arrivée le premier, avec 1 min 15 s d'avance sur Henri Pélissier, mais le Belge est pénalisé de trente minutes pour avoir fourni un bidon d'eau à Philippe Thys à hauteur de Veulettes-sur-Mer. C'est donc Pélissier qui prend la tête du classement général. Les écarts sont déjà importants puisque le dixième de l'étape, Firmin Lambot, est à près d'une demi-heure,.
L'hécatombe se poursuit dans la deuxième étape vers Cherbourg, le 1er juillet, avec quatorze nouveaux abandons. En plus des conditions météorologiques difficiles, avec une pluie vive et un fort vent de face à partir de Honfleur, les coureurs subissent le manque de matériel. Au sortir de la guerre, celui-ci fait défaut dans la plupart des épreuves, au point que certains coureurs doivent s'arrêter en course pour acheter des boyaux de remplacement. Léon Scieur est l'un de ces malheureux : victime de plusieurs crevaisons au cours de l'étape, il n'a plus suffisamment d'argent et doit tenter de réparer ses boyaux par ses propres moyens. Les frères Pélissier affichent encore une belle condition : Francis place une attaque dans la côte de la Haute-Folie, après la traversée de Valognes, que seul Henri peut suivre. Les deux frères arrivent ensemble à Cherbourg, après seize heures de course, et c'est Henri qui l'emporte au sprint, confortant ainsi sa première place au classement général.
Des 67 coureurs engagés, seuls 27 sont au départ de la troisième étape. Constatant les nombreux abandons pour raisons mécaniques, Henri Desgrange prend la décision en amont de la troisième étape d'équiper les voitures officielles de boyaux pour dépanner les cyclistes encore en course. Le 3 juillet, les deux frères Pélissier confirment leur domination dans la troisième étape vers Brest où Francis s'impose cette fois devant Henri. Le groupe des favoris termine à plus de trois minutes des Pélissier. Avec une avance de plus de 23 minutes sur Eugène Christophe, son plus proche poursuivant au classement général, Henri Pélissier apparaît comme le grand favori de ce Tour, ce qui lui fait dire à son directeur sportif Alphonse Baugé : « Je suis un pur sang et mes adversaires sont des chevaux de labour. »

### La descente vers les Pyrénées (4eet5eétapes)
L'arrogance d'Henri Pélissier conduit ses adversaires à s'allier contre lui. Dans la quatrième étape, le 5 juillet, à la sortie de Quimperlé, celui-ci s'arrête pour retirer son imperméable et resserrer son guidon. Le groupe de tête accélère aussitôt l'allure, sous l'impulsion notamment d'Eugène Christophe,. Distancé, Pélissier fait preuve d'une énergie remarquable mais n'est pas en mesure de rejoindre les autres favoris, d'autant plus qu'il est victime d'une crevaison après Nantes. Il s'arrête même dans un village à quelques kilomètres de l'arrivée pour acheter une bouteille de cognac. Désemparé, il décide d'abandonner au lendemain de l'étape, pendant la journée de repos, alors même que la victoire finale semble encore à sa portée, ce qui lui vaut de recevoir des critiques acerbes de la part du directeur de la course, Henri Desgrange, qui cible le caractère impulsif du coureur et considère qu'il ne doit sa défaite qu'à lui-même,.
À l'arrivée aux Sables-d'Olonne, Christophe qui se classe troisième de l'étape, dans le même temps que le vainqueur Jean Alavoine, prend la tête du classement général,.
À l'issue de la cinquième étape vers Bayonne, le 7 juillet, certes la plus longue de l'épreuve mais dépourvue de difficultés, la situation ne change pas. Jean Alavoine obtient un deuxième succès consécutif et Christophe conserve la tête du Tour. Le peloton continue pourtant de se réduire : après le retrait des frères Pélissier et l'abandon d'Urbain Anseeuw, il ne reste plus que 17 concurrents.

### Des Pyrénées à Grenoble, Christophe en tête du classement général (de la6eà la8eétape)

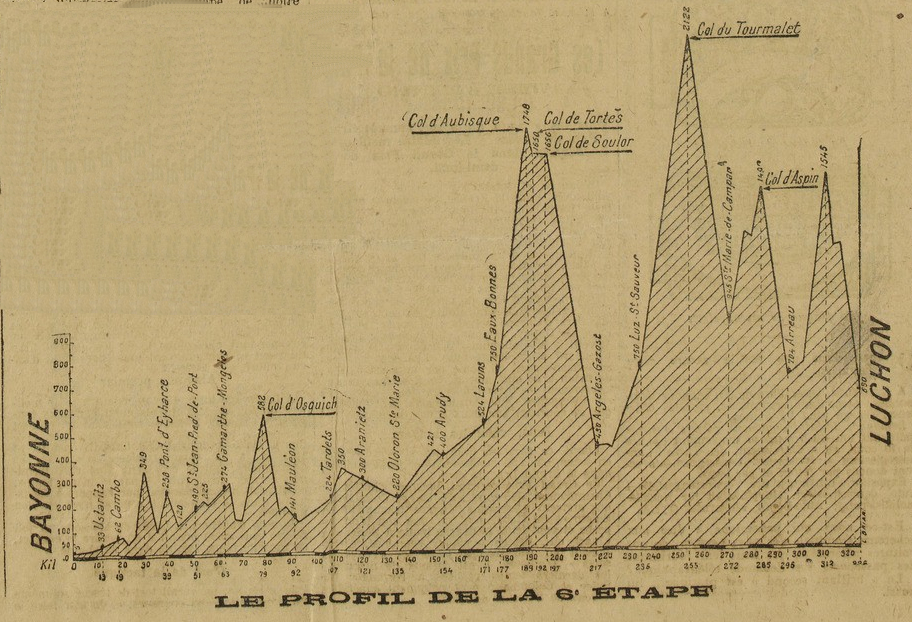
Le profil de la 6e étape.

Dans la grande étape pyrénéenne entre Bayonne et Luchon, le 9 juillet, Luigi Lucotti est le premier à s'échapper. Dans la montée du col d'Aubisque à hauteur des Eaux-Bonnes, il place une accélération et arrive seul au sommet, avant de poursuivre son effort. L'Italien faiblit dans les premières pentes du col du Tourmalet, ce qui permet à Honoré Barthélémy et Firmin Lambot de le rattraper puis de le dépasser.

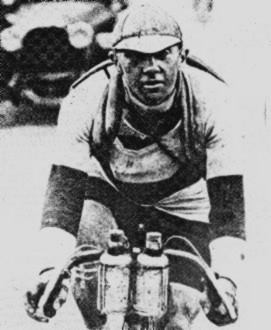
Honoré Barthélémy remporte sa première victoire d'étape sur le Tour.

Barthélémy, dont c'est la première participation au Tour de France, finit par distancer Lambot pour s'imposer seul à Luchon. Deuxième de l'étape, le Belge réussit pourtant une belle opération au classement général, en revenant à un peu plus de 30 minutes d'Eugène Christophe, seulement cinquième de l'étape. Excellent grimpeur, Barthélémy, trop éloigné au classement général après avoir perdu du temps les premiers jours, passe de nouveau à l'offensive dans la septième étape et franchit seul le col de Puymorens. Une crevaison ruine alors ses espoirs. À l'avant, Christophe et Lambot se marquent, accompagnés par Jean Alavoine. Ce dernier, meilleur finisseur, l'emporte au sprint à Perpignan,.
Il obtient même un quatrième succès d'étape dès la suivante à Marseille, le 13 juillet, au terme d'une longue étape de transition courue à vive allure sous l'effet du vent favorable. Dans cette étape, la sélection se fait par l'arrière et les plus faibles cèdent un à un. C'est le cas du coureur belge Émile Masson, blessé depuis une chute dans la première étape pyrénéenne, qui abandonne alors qu'il pointait encore au deuxième rang du classement général. Avec l'exclusion d'un autre Belge, Aloïs Verstraeten, pour s'être accroché à une moto, seuls treize coureurs restent en course alors que la moitié de l'épreuve vient à peine d'être dépassée.

### Le Tour dans les Alpes et l'invention du maillot jaune (de la9eà la11eétape)
Firmin Lambot apparaît dès lors comme le concurrent le plus sérieux d'Eugène Christophe pour la victoire finale. Il parvient à lui reprendre quatre minutes dans la neuvième étape vers Nice, le 15 juillet, en profitant des circonstances de course. Cette étape présente un final difficile avec l'ascension de plusieurs cols, dont celui de Braus. Les deux meilleurs grimpeurs du peloton, Luigi Lucotti et Honoré Barthélémy, font la course en tête, et ce dernier profite d'une crevaison de l'Italien dans le col d'Èze pour s'imposer en solitaire à Nice. À un deuxième échelon de la course, Alavoine et Lambot profitent d'une crevaison de Christophe dans l'ascension de La Turbie pour accélérer et le distancer. Le débours de temps n'est pas le seul ennui de Christophe au terme de cette étape : il se blesse à un genou et à une hanche en percutant un gendarme après la ligne d'arrivée.

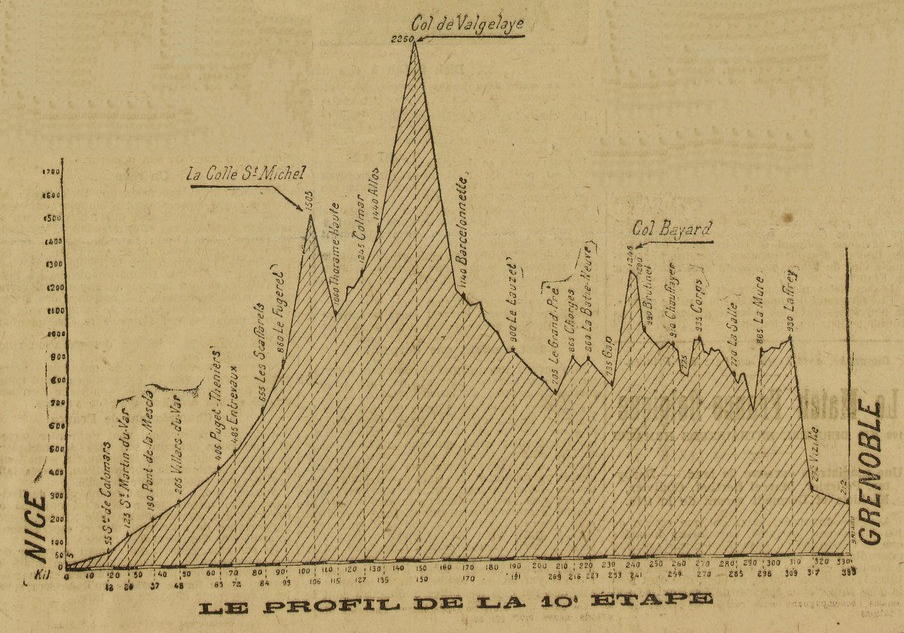
Le profil de la 10e étape.

Malgré ses blessures, deux jours plus tard, il limite l'écart avec Lambot dans l'étape suivante vers Grenoble. Le Belge, que les suiveurs pensaient voir attaquer dans ce marathon alpestre de 333 kilomètres, manque de forces, et ne doit les trois minutes qu'il parvient à reprendre à Christophe sur la ligne d'arrivée qu'à une nouvelle crevaison de ce dernier. À l'avant, Honoré Barthélémy démontre une nouvelle fois ses talents de grimpeurs : échappé en solitaire dans la première difficulté de la journée, le col de la Colle-Saint-Michel, il franchit en tête toutes les autres ascensions et remporte à Grenoble une deuxième victoire d'étape consécutive, la troisième dans ce Tour. Désormais quatrième du classement général, il est tout de même pointé à plus de trois heures de Christophe.

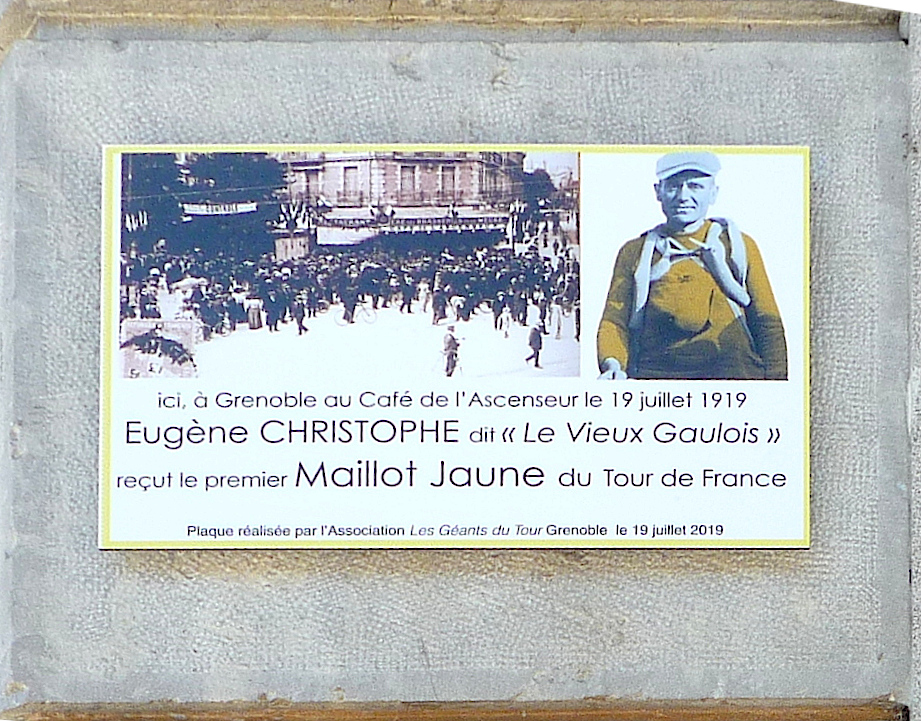
Une plaque du boulevard Gambetta à Grenoble célèbre le premier maillot jaune Eugène Christophe.

Au départ de la onzième étape à Grenoble, le 19 juillet, Eugène Christophe reçoit le premier maillot jaune de l'histoire du Tour de France, au café de L'Ascenseur, où se déroulent les opérations de contrôle. Quelques jours plus tôt, alors que le Tour fait étape à Luchon, Henri Desgrange annonce dans les colonnes de L'Auto son intention d'attribuer un maillot distinctif au leader du classement général afin de le distinguer plus facilement de ses concurrents,. Cette idée est attribuée par certains à des journalistes, mais il est plus communément retenu que c'est le directeur du consortium La Sportive, Alphonse Baugé, depuis peu collaborateur de l'organisation du Tour, qui aurait suggéré l'idée à Henri Desgrange. Le choix de la couleur jaune, souvent présentée comme une couleur maudite qui n'a pas bonne réputation dans les milieux populaires, présente un double avantage : d'une part, le maillot jaune reprend la couleur des pages de L'Auto, organisateur de la course, d'autre part, cette couleur est absente des différents maillots des concurrents,.
Alors que Desgrange espérait dans un premier temps décerner ce maillot à Marseille, il doit attendre la journée de repos à Grenoble pour le recevoir.

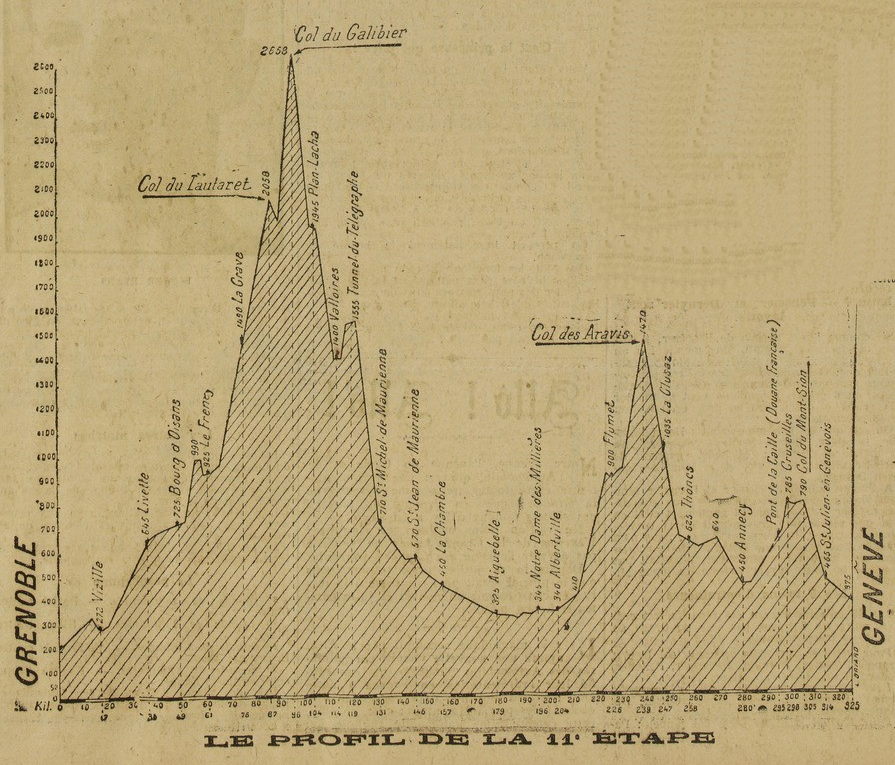
Le profil de la 11e étape.

Cette onzième étape entre Grenoble et Genève, la dernière dans les Alpes, doit logiquement décider du sort de cette édition. Comme depuis le début du Tour, c'est Honoré Barthélémy qui se montre le meilleur grimpeur du peloton. Il se retrouve rapidement seul à l'avant et franchit les cols du Lautaret, du Galibier et des Aravis pour remporter sa troisième victoire d'étape consécutive.
Derrière lui, la bataille pour le classement général est âpre. C'est dans la montée des Aravis que Lambot porte son attaque, en compagnie de Lucotti. Au passage du col, le Belge compte deux minutes d'avance sur Christophe, un avantage porté à quatre minutes dans la traversée d'Annecy.
Une crevaison le retarde et amène au regroupement des favoris. Christophe, Lambot et Alavoine, les trois premiers du classement général, arrivent donc ensemble à Genève. Avec toujours plus de 23 minutes d'avance sur son rival, au sortir de la montagne, Christophe semble avoir course gagnée.

### La malchance de Christophe et la victoire de Lambot (de la12eà la15eétape)

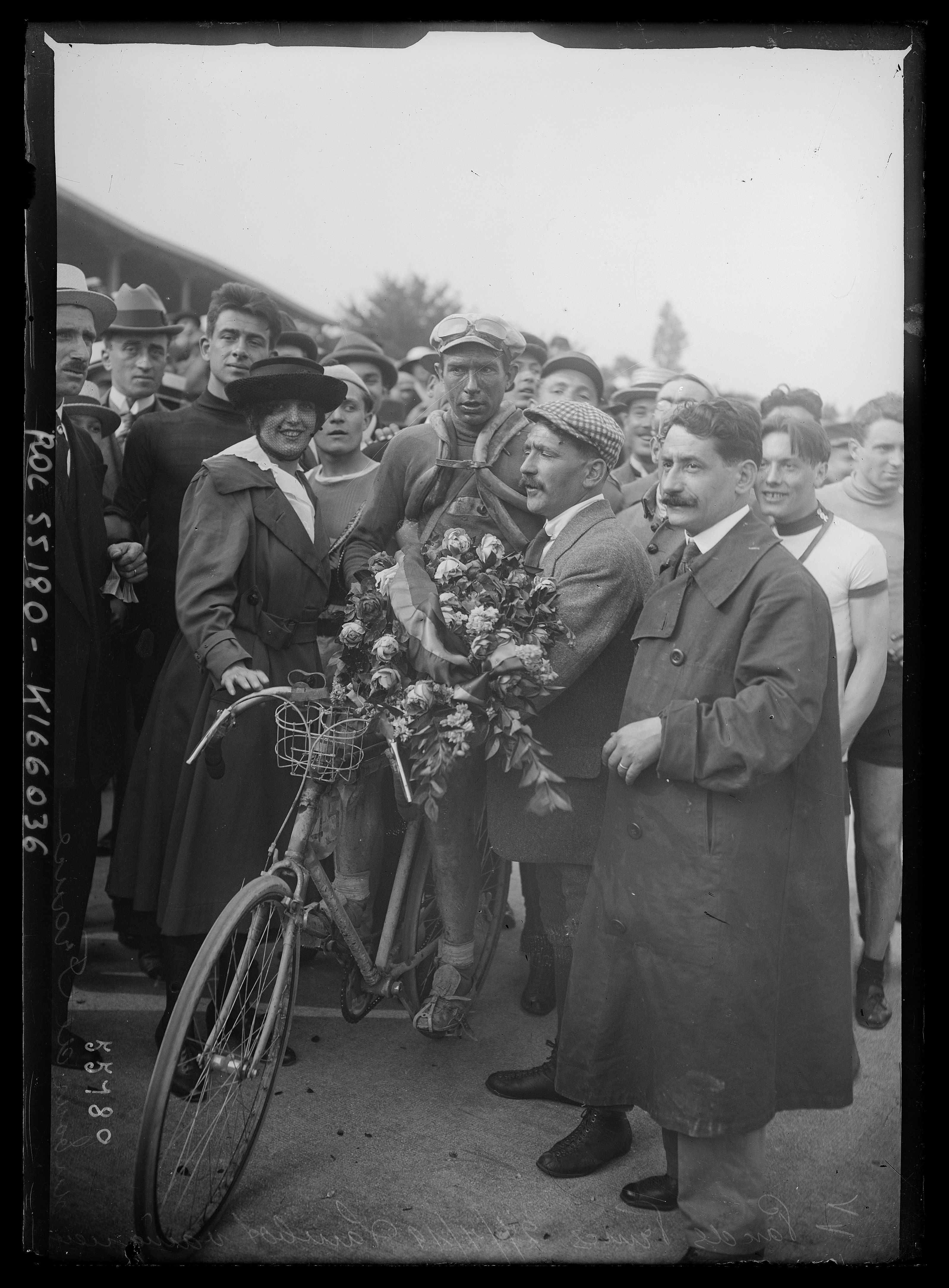
Firmin Lambot reçoit le bouquet du vainqueur à l'arrivée du Tour.

Le 21 juillet, la douzième étape marque un autre moment fort de l'histoire du Tour avec la première arrivée d'étape à Strasbourg, absente du parcours car sous domination allemande avant la guerre. L'intérêt sportif de l'étape est moindre et les attaques se font rares. Sept coureurs arrivent groupés et c'est Lucotti qui surprend Alavoine, pourtant réputé meilleur sprinteur, pour s'adjuger la victoire. Trois fois deuxième depuis le début du Tour, le coureur Italien remporte ainsi son premier succès. Il s'impose également dans l'étape suivante à Metz, le 23 juillet, la plus courte de cette édition.
Lors de la quatorzième étape entre Metz et Dunkerque, le 25 juillet, Eugène Christophe est une nouvelle fois malchanceux : comme dans la descente du col du Tourmalet lors du Tour de France 1913, sa fourche casse alors qu'il est cette fois à la poursuite de Firmin Lambot qui vient de l'attaquer. Il doit réparer seul son vélo, conformément au règlement, dans une usine de cycles près de Valenciennes. Vainqueur de l'étape, Lambot endosse le maillot et prend la tête du classement général avant la dernière étape, tandis que Christophe, dixième à plus de deux heures trente minutes, recule au troisième rang,.

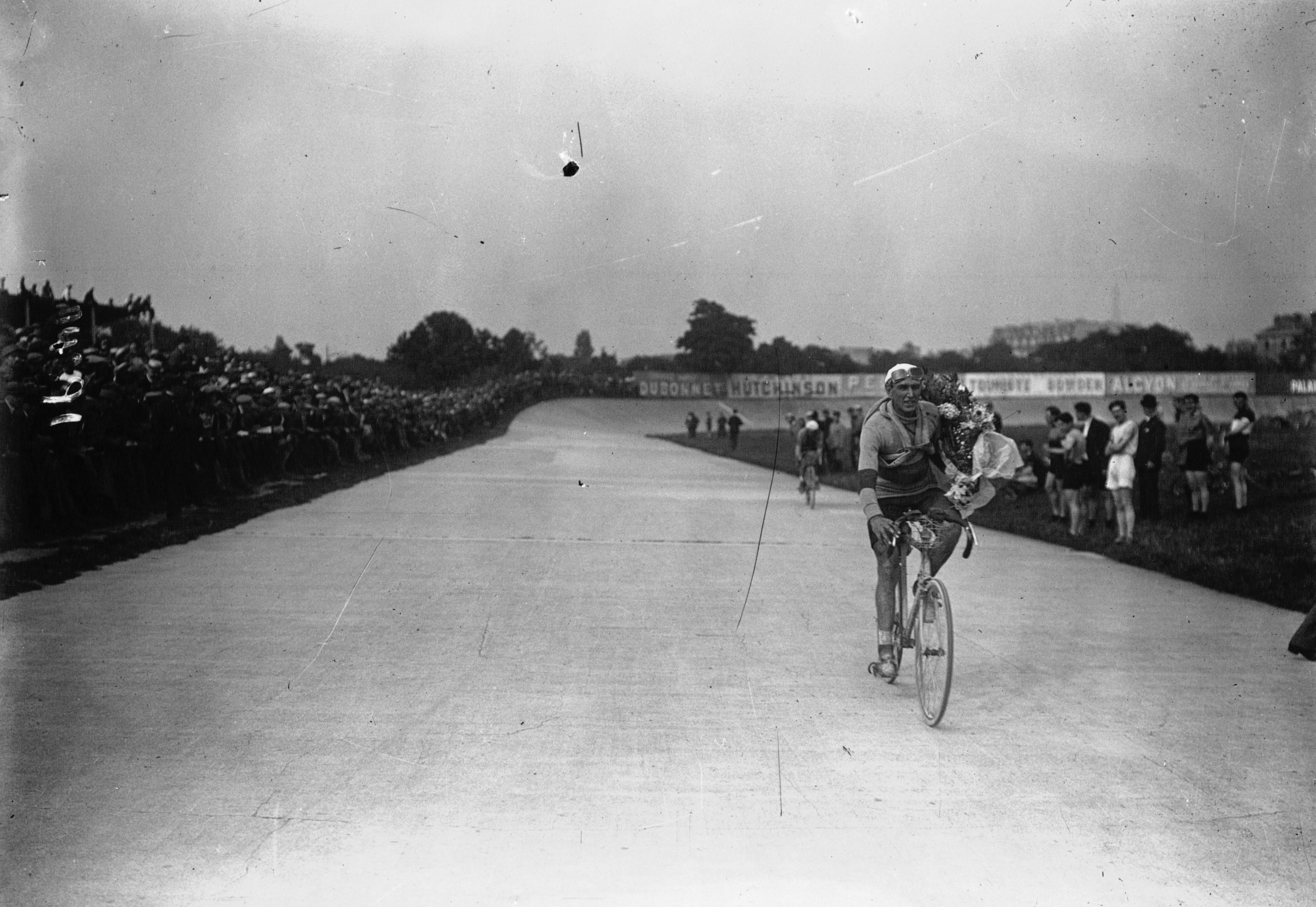
Vainqueur de la dernière étape, Jean Alavoine effectue un tour d'honneur.

Accablé par la malchance, Christophe subit plusieurs crevaisons après le départ de la dernière étape, le 27 juillet. Il franchit la ligne d'arrivée en dernière position, à plus d'une demi-heure du vainqueur, Jean Alavoine, cinq fois victorieux durant ce Tour. Si onze coureurs achèvent ce Tour de France, ils ne sont finalement que dix à être classés : compagnon d'infortune de Christophe lors de la dernière étape, Paul Duboc est finalement disqualifié pour avoir reçu l'aide d'un automobiliste lors de la réparation de son axe de pédalier brisé.
Le Belge Firmin Lambot remporte donc ce Tour de France, à une vitesse moyenne de 24,056 km/h, devant Jean Alavoine et Eugène Christophe, après « une course toute de prudence » durant laquelle il a, selon l'expression de Jean Alavoine, « ramassé les morts », les abandons et incidents lui faisant progressivement gagner des places au classement général. Il gagne une deuxième fois le Tour en 1922, à 36 ans, ce qui fait de lui le vainqueur du Tour le plus âgé. Malgré sa défaite, le « Vieux Gaulois » Eugène Christophe est fêté « à l'égal d'un dieu » selon Desgrange.
Jules Nempon, coureur originaire de Calais, est dernier au classement général. Depuis l'arrivée de la huitième étape à Marseille, il est le seul représentant des coureurs isolés (catégorie B), ce qui lui permet de bénéficier d'un « traitement de faveur » de la part de la direction de course qui tient à ce qu'au moins un coureur de cette catégorie figure à l'arrivée à Paris.

## Résultats

### Les étapes
Déjà vainqueur de deux étapes en 1909, de trois étapes en 1912 et d'une autre en 1914, Jean Alavoine est le coureur le plus victorieux sur cette édition 1919 avec cinq victoires d'étapes, soit un tiers du total. Il égale ainsi la performance de Lucien Petit-Breton en 1908, mais compte un succès de moins que les six victoires de François Faber en 1909 et de Marcel Buysse en 1913.
Pour sa première participation à l'épreuve, Honoré Barthélémy remporte quatre étapes. Francis Pélissier et Luigi Lucotti, qui font également leurs débuts dans le Tour de France, obtiennent eux aussi leurs premiers succès. Avec deux succès lors des deux premières étapes, Henri Pélissier porte à six son total de victoires dans l'épreuve, tandis que le vainqueur final de l'épreuve, Firmin Lambot, remporte une étape au cours de cette édition, comme en 1913 et 1914.
Le tableau suivant donne le palmarès des différentes étapes de l'édition 1919.
| Étape,    | Date        | Villes étapes                        |                   | Distance (km) | Vainqueur d’étape | Leader du classement général |
| --------- | ----------- | ------------------------------------ | ----------------- | ------------- | ----------------- | ---------------------------- |
| 1re étape | 29 juin     | Paris - Pont d'Argenteuil – Le Havre | Étape de plaine   | 388           | Jean Rossius      | Henri Pélissier              |
| 2e étape  | 1er juillet | Le Havre – Cherbourg                 | Étape de plaine   | 364           | Henri Pélissier   | Henri Pélissier              |
| 3e étape  | 3 juillet   | Cherbourg – Brest                    | Étape de plaine   | 412           | Francis Pélissier | Henri Pélissier              |
| 4e étape  | 5 juillet   | Brest – Les Sables-d'Olonne          | Étape de plaine   | 412           | Jean Alavoine     | Eugène Christophe            |
| 5e étape  | 7 juillet   | Les Sables-d'Olonne – Bayonne        | Étape de plaine   | 482           | Jean Alavoine     | Eugène Christophe            |
| 6e étape  | 9 juillet   | Bayonne – Luchon                     | Étape de montagne | 326           | Honoré Barthélémy | Eugène Christophe            |
| 7e étape  | 11 juillet  | Luchon – Perpignan                   | Étape de montagne | 323           | Jean Alavoine     | Eugène Christophe            |
| 8e étape  | 13 juillet  | Perpignan – Marseille                | Étape de plaine   | 370           | Jean Alavoine     | Eugène Christophe            |
| 9e étape  | 15 juillet  | Marseille – Nice                     | Étape de montagne | 338           | Honoré Barthélémy | Eugène Christophe            |
| 10e étape | 17 juillet  | Nice – Grenoble                      | Étape de montagne | 333           | Honoré Barthélémy | Eugène Christophe            |
| 11e étape | 19 juillet  | Grenoble – Genève (SUI)              | Étape de montagne | 325           | Honoré Barthélémy | Eugène Christophe            |
| 12e étape | 21 juillet  | Genève (SUI) – Strasbourg            | Étape de montagne | 371           | Luigi Lucotti     | Eugène Christophe            |
| 13e étape | 23 juillet  | Strasbourg – Metz                    | Étape de plaine   | 315           | Luigi Lucotti     | Eugène Christophe            |
| 14e étape | 25 juillet  | Metz – Dunkerque                     | Étape de plaine   | 468           | Firmin Lambot     | Firmin Lambot                |
| 15e étape | 27 juillet  | Dunkerque – Paris - Parc des Princes | Étape de plaine   | 340           | Jean Alavoine     | Firmin Lambot                |

Note : en 1919, il n'y a aucune distinction entre les étapes de plaine ou de montagne ; les icônes indiquent simplement la présence ou non d'ascensions notables durant l'étape.

### Classement général

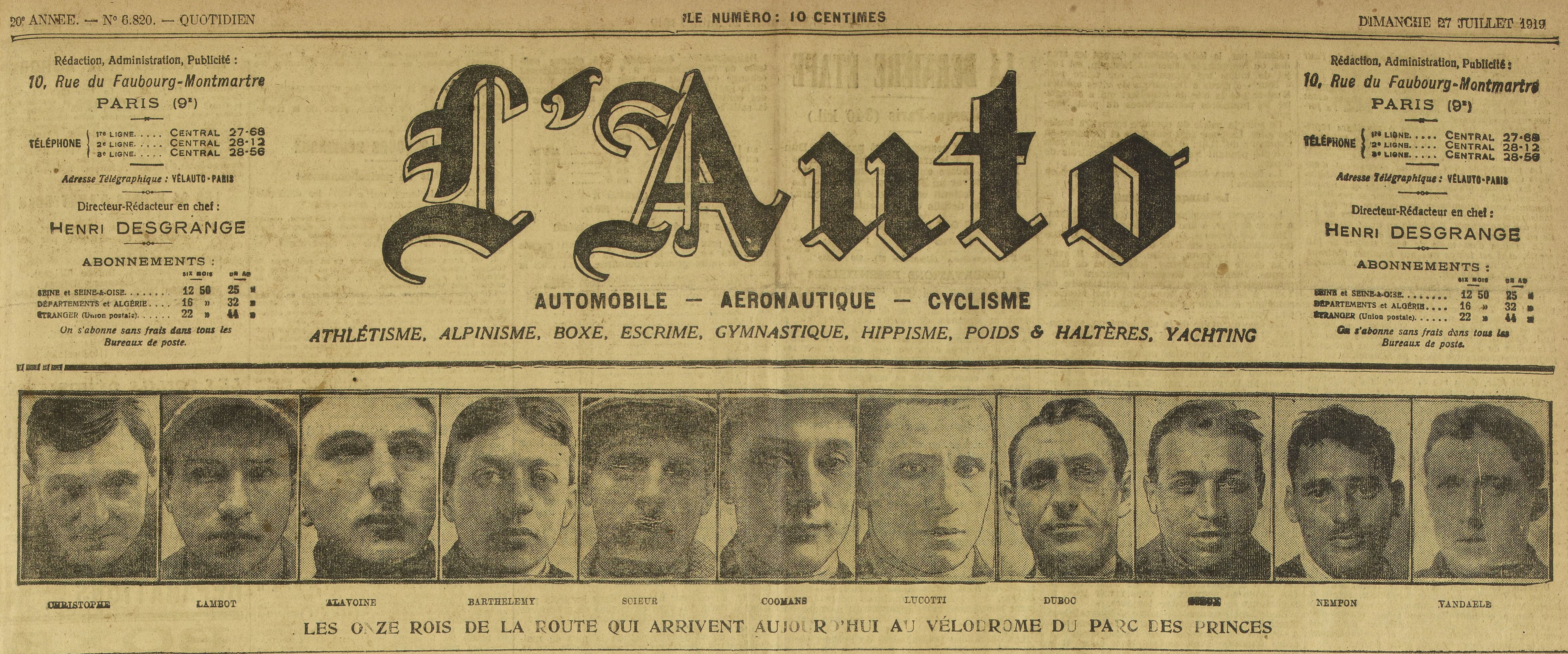
Les onze coureurs achevant le Tour 1919, en une de L'Auto.

Onze coureurs franchissent la ligne d'arrivée de la dernière étape à Paris le 27 juillet, mais seuls dix d'entre eux sont classés après la disqualification de Paul Duboc pour avoir enfreint les règles sur l'assistance en course. Le Belge Firmin Lambot remporte le Tour de France en parcourant les 5 560 kilomètres de l'épreuve en un peu plus de 231 heures, soit à la moyenne horaire de 24 km/h. Après les victoires d'Odile Defraye en 1912 et de Philippe Thys en 1913 et 1914, c'est la quatrième fois qu'un coureur belge gagne l'épreuve. Troisième en 1914, Jean Alavoine monte une nouvelle fois sur le podium en finissant le Tour au deuxième rang, de même qu'Eugène Christophe, deuxième en 1912 et cette fois-ci troisième. En terminant à la dixième et dernière place, Jules Nempon est le seul représentant des coureurs isolés (catégorie B) à finir l'épreuve. Le classement général complet du Tour de France 1919 est donc le suivant :
| Classement général | Classement général | Classement général | Classement général | Classement général  |
|                    | Coureur            | Pays               | Équipe             | Temps               |
| ------------------ | ------------------ | ------------------ | ------------------ | ------------------- |
| 1er                | Firmin Lambot      | Belgique           | La Sportive        | en 231 h 7 min 15 s |
| 2e                 | Jean Alavoine      | France             | Peugeot-Wolber     | + 1 h 42 min 54 s   |
| 3e                 | Eugène Christophe  | France             |                    | + 2 h 26 min 31 s   |
| 4e                 | Léon Scieur        | Belgique           | La Sportive        | + 2 h 52 min 15 s   |
| 5e                 | Honoré Barthélémy  | France             | La Sportive        | + 4 h 14 min 22 s   |
| 6e                 | Jacques Coomans    | Belgique           | La Sportive        | + 15 h 21 min 34 s  |
| 7e                 | Luigi Lucotti      | Italie             | Bianchi            | + 16 h 1 min 12 s   |
| 8e                 | Joseph Van Daele   | Belgique           | La Sportive        | + 18 h 23 min 2 s   |
| 9e                 | Alfred Steux       | Belgique           | La Sportive        | + 20 h 29 min 1 s   |
| 10e                | Jules Nempon       | France             |                    | + 21 h 44 min 12 s  |
| modifier           |                    |                    |                    |                     |

Les classements annexes, comme celui du classement par points ou du meilleur grimpeur, sont apparus ultérieurement dans l'histoire du Tour de France.

## Bilan, réactions et retombées
« Ce Tour dans la France en ruine où la guenille des chemins troués tentait de joindre entre elles des villes déchiquetées, revint à un certain Lambot. »

— Jean-Louis Ezine, Un ténébreux
Les coureurs du Tour de France affrontent des conditions météorologiques dantesques lors des premières étapes, où le vent mêlé à la pluie gênent fortement leur progression et provoquent de nombreux abandons. Toujours prompt à glorifier le courage des coureurs, ces « Géants de la route », pour forger la légende de son épreuve et promouvoir les ventes de L'Auto, le directeur Henri Desgrange se satisfait de la rudesse de la course. Avec seulement dix coureurs classés à l'arrivée, le plus faible total depuis la création de l'épreuve en 1903, l'édition 1919 contribue à renforcer l'image valeureuse des coureurs cyclistes, d'autant plus dans le contexte d'après-guerre. Jean-Paul Bourgier souligne ainsi que « comme pour rappeler les affres de la guerre, de nombreuses compétitions cyclistes de l'année 1919 se déroulent par de rudes conditions météorologiques », ce qui donne toutes libertés aux directeurs de course et patrons de presse de saluer le courage de leurs champions. Le Tour 1919 s'inscrit donc pleinement dans un mouvement de « cyclisme de commémoration », à l'image d'autres courses organisées en cette année suivant la fin du conflit mondial, comme le Circuit des Champs de Bataille et le Grand Prix de l'Armistice, qui célèbrent le retour à la France de l'Alsace-Lorraine, et permettent de tracer un parallèle entre l'horreur des combats et celle de la course,.
Outre les conditions dantesques, la légende du Tour est servie par la malchance d'Eugène Christophe, une nouvelle fois privé d'une victoire qui lui semblait acquise en raison d'un ennui mécanique. Le journaliste Charles Ravault le décrit comme un champion « de la race des vaillants qu'on ne peut s'empêcher d'admirer et d'estimer ». La popularité du coureur, déjà importante avant-guerre, s'en trouve renforcée, et celui-ci bénéficie d'une souscription levée pour lui permettre de compenser la perte de ses gains consécutive à son incident mécanique. Il reçoit finalement la somme de 13 500 francs, un montant élevé comparé à la valeur des prix attribués à Firmin Lambot, vainqueur de l'épreuve, qui s'élève à 6 775 francs. L'Auto contribue également à cette souscription, à hauteur de 1 000 francs.
Si le Tour 1919 fait apparaître de nouveaux talents, comme l'excellent grimpeur Honoré Barthélémy, vainqueur de quatre étapes, il consacre par sa difficulté les coureurs d'expérience. Ainsi, les trois coureurs qui montent sur le podium à l'arrivée à Paris ont tous achevé plusieurs fois le Tour avant-guerre et s'y sont déjà distingués par des victoires d'étape. Pour Jean-Paul Bourgier, « la victoire de Lambot est celle de l'expérience et de la ténacité ». Spécialiste du cyclisme wallon, Théo Mathy, qui présente Lambot comme « un authentique coureur par étapes », rappelle l'excellente préparation du coureur belge dont l'organisation méticuleuse lui permet de déjouer les nombreux pièges de la route : « Il est [...] prudent comme un Sioux, calme, réfléchi, parfaitement organisé, il boit du thé, suce des pastilles de menthe pour lutter contre la soif et il cache dans une poche de son maillot six billets de cent francs, pour acheter un vélo en cas d'accident. »
Directeur de la course, Henri Desgrange se félicite logiquement du succès populaire de l'épreuve. Dans son édition du 28 juillet, Le Petit journal tempère son enthousiasme : « Cette épreuve, la plus importante du calendrier cycliste, n'a pas obtenu cette année le succès que l'on pouvait espérer ; c'est ainsi qu'après avoir réuni quelque « 130 », elle ne groupa au départ que 66 coureurs ; à mi-course, ils n'étaient plus que onze, qui, du reste, se retrouvèrent tous à la dernière étape. Les raisons de ce demi-succès sont multiples : le règlement fut, dès les premières étapes, jugé inapplicable en certains de ses articles, par les organisateurs eux-mêmes ; les prix et primes trop faibles, ne furent pas un appât suffisant pour encourager les coureurs, etc., etc. Néanmoins, l'intérêt de l'épreuve fut réel par instants et, dans les conditions difficiles où ils se trouvaient, les coureurs qui ont terminé, s'ils n'en ont pas tiré grand profit, ont montré de très brillantes qualités. » Le succès populaire du Tour est tout aussi relatif pour La Vie au grand air du 15 septembre suivant : « Le Tour de France cycliste est sans aucun doute l'épreuve qui remue le plus les masses, même lorsqu'il présente un intérêt restreint, tel le dernier. Est-ce à dire que le cyclisme réunit le maximum de suffrages ? Peut-être puisque quand on offre au vélodrome des spectacles frelatés et soporifiques une cohue se presse dans les tribunes. Il est certain que le spectateur a une tendance à choisir l'endroit où il ne paye pas, c’est pourquoi il serait injuste d'attribuer le maximum d'intérêt au sport qui attire le plus de foule si les entrées sont gratuites… »
Le 19 juillet 2019, une plaque commémorant la remise du premier maillot jaune à Eugène Christophe à Grenoble est dévoilée sur l'immeuble formant l'angle entre le boulevard Gambetta et la rue Béranger, qui abritait le café de l'Ascenseur où s'est déroulé l'évènement.